# KwaDukuza
KwaDukuza (1873–2006 jako Stanger) – miasto w prowincji KwaZulu-Natal Republiki Południowej Afryki, zamieszkane przez 231 187 ludzi (2011).
Miasto jest historyczną stolicą Zulusów, tutaj zginął także Zulus Czaka, który założył je w 1820 roku, jako KwaDukuza. Po śmierci Czaki w 1828 roku miasto zostało zburzone, ale już w 1873 roku odbudowano je, nazywając Stanger, na cześć Williama Stangera, gubernatora Natalu. W 1949 miasto stało się siedzibą gminy KwaDukuza. Żyje tutaj liczna społeczność hinduska, są to potomkowie robotników sprowadzonych z Indii.